# Luna 14
Luna 14 (rusky Луна 14) byla automatickou meziplanetární sondou ze Sovětského programu Luna. V roce 1968 se stala čtvrtou sovětskou umělou družicí Měsíce. V katalogu COSPAR byla později označena jako 1968-027A.
Před tímto letem, po úspěšné misi Luny 13, Sověti vypustili další z družic, která se po havárii nosné rakety nedostala ani na orbitu Země, proto nezískala označení. V době letu Luny 14 nebyl závod mezi SSSR a USA o prvenství v dosažení Měsíce lidmi ještě rozhodnutý.

## Popis sondy
Typ E-6LS byl vyroben jako všechny Luny v konstrukčním středisku OKB-1, což je dnešní RKK Eněrgija v Koroljovu.
Hmotnost sondy byla 1700 kg, výrobní číslo 113.

## Průběh mise
Start nosné rakety Molnija-M se sondou proběhl dopoledne 7. dubna 1968 z kosmodromu Bajkonur. Nejprve byla vynesena na nízkou oběžnou dráhu 189-242 km nad Zemí (též uváděna jako parkovací). Večer téhož dne byla provedena první úprava (korekce) dráhy, která se změnila na více výstřednou 160-270 km a z ní pokračovala dál k Měsíci rychlostí 2,1 km/sec.
K Měsíci se dostala po třech dnech letu večer, brzdící motor se zapnul automaticky a sonda zmenšila svou rychlost na 1,2 km/sec. Tím se z ní stala oběžnice Měsíce a začala plnit své úkoly z výšky 160-870 km. Do 30. dubna provedla 176 oběhů a na Zem odeslala 97 radiových relací obsahující naměřené hodnoty, které se týkaly mj. gravitačních změn dráhy, měření proudů slunečního a kosmického záření. Po vyčerpání baterií sonda přestala vysílat.